# 尼科尔·帕希尼扬
尼科尔·帕希尼扬（羅馬化：Nikol Pashinyan，亞美尼亞語發音：[nikɔl pʰɑʃinˈjɑn]；1975年6月1日—）亚美尼亚政治家，2018年5月8日起担任亚美尼亚总理，从政前为记者和编辑。因亞美尼亞在2020年納戈爾諾-卡拉巴赫戰爭中的失利而失去大片納卡地區的土地而遭受反對派要求下台，後於2021年4月25日宣布辞去总理职务；儘管如此，在2021年6月20日提早舉行的2021年亞美尼亞議會選舉中，其所領導的公民合约黨仍獲得過半數的53.92%選票，因此帕希尼扬得以繼續擔任總理。

## 政治活动

### 投入政坛
1998年帕希尼扬建立报社，曾因诽谤谢尔日·萨尔基相被捕入狱。
1999年至2012年他任《亚美尼亚时报》编辑，2007年作为政客带领小党参加议会选举，得票率为1.3%。2008年亚美尼亚总统选举期间支持列翁·特尔-彼得罗相，选举后因不满选举结果发动示威活动被捕，因煽动暴乱获刑7年，2011年5月获得大赦出狱。2012年当选亚美尼亚国民大会议员。此后与特尔-彼得罗相分道扬镳，另建政党公民协议，此期间他反对亚美尼亚参加俄罗斯主导的欧亚经济联盟。

### 總理职位
2018年亚美尼亚示威，帕希尼扬迫使总理谢尔日·萨尔基相辞职。同年帕希尼扬当选总理，民主化程度、新闻自由及反腐水平显著提高，2019年亚美尼亚成为后苏联国家中经济增速最快的国家之一。然而其与克里姆林宫的关系微妙，对前政府亲俄人士的清洗引发了俄罗斯的不满。除欧盟表达了口头上的支持外，奉行现实主义的美国特朗普政府对帕希尼扬新政府的反应冷淡。
2020年纳卡战争结束后，俄罗斯、亚美尼亚和阿塞拜疆领导人通过了在纳卡停火的联合声明。根据俄罗斯总统弗拉基米爾·普京發布的聲明，自11月10日起在纳卡完全停火，阿塞拜疆和亚美尼亚停在各自占据的位置以及应交换战俘，並且在隨後的六個星期內亞塞拜然取得了阿爾察赫共和國（即亞美尼亞控制的納戈爾諾－卡拉巴赫周邊地區）的大片領土，对此亚美尼亚反对派要求总理帕希尼扬辞职。
2021年2月25日，亞美尼亞武裝力量總參謀長奧尼克·加斯帕良曾發佈備忘錄要求他辭職下台，但未果。3月27日，帕希尼揚宣布將於4月辭職，並於6月提前舉行國會大選。4月25日帕希尼扬宣布辞去总理职务，总统萨尔基相已接受辞呈。
自帕希尼扬得以繼續擔任總理後，特别是2023年阿塞拜疆完全控制纳卡地区以来，亞美尼亞與俄羅斯關系愈發緊張。11月，帕希尼揚宣布不參加集安組織會議，他表示，俄羅斯及其主導的集安組織無法保證亞美尼亞的安全，亞美尼亞當局正試圖使自身安全體系多樣化。

## 外部連結
- 尼科尔·帕希尼扬的X（前Twitter）
- 尼科尔·帕希尼扬的Instagram帳戶
- 尼科尔·帕希尼扬的Facebook專頁